# Смолин, Григорий Борисович
Григо́рий Бори́сович Смо́лин (10 апреля 1905, Ясашная Ташла, Симбирская губерния — 19 декабря 1963, Сызрань, Куйбышевская область) — советский военный деятель, гвардии полковник (1944).

## Биография
Родился 10 апреля 1905 года в селе Ясашная Ташла (ныне — в Тереньгульском районе Ульяновской области).
До службы в армии Смолин работал электромонтёром на электростанции в городе Сызрань, с июля 1924 года — на Сызранском лесозаводе.
В сентябре 1927 года призван в РККА и направлен в Одесскую пехотную школу. По ее окончании в октябре 1929 года назначен командиром взвода в 101-й стрелковый полк 34-й стрелковой дивизии в город Сызрань. В сентябре 1931 года направлен на курсы «Выстрел». Вернувшись в полк, в мае 1932 года принял командование ротой. В октябре 1934 года переведен на должность начальника боевой подготовки городского совета ОСОАВИАХИМа в городе Сызрань.
В декабре 1937 года арестован, обвинялся по статьям 58-2 и 58-11 УК РСФСР, через год уголовное дело прекращено за малозначительностью совершенного преступления, а Смолин освобожден из под стражи.
В декабре 1938 года назначен в 269-й стрелковый полк 117-й стрелковой дивизии, где проходил службу командиром роты, затем батальона. В мае 1941 года направлен командиром отдельного парашютно-десантного батальона 6-й воздушно-десантной бригады в формирующийся в ОдВО 3-й воздушно-десантный корпус в городе Первомайск.

### Великая Отечественная война
С началом войны в той же должности. В начале июля 1941 года бригада вместе с корпусом была переброшена в район города Киева, где вошла в состав Юго-Западного фронта и участвовала в Киевской оборонительной операции, вела тяжелые оборонительные и наступательные бои за город Киев. В конце августа корпус был выведен в резерв фронта, а капитан Смолин с 1 сентября переведен начальником оперативного отделения штаба бригады. После пополнения бригада вместе с корпусом вошла в 40-ю армию и участвовала в оборонительных боях в районах городов Остёр, Конотоп, Белополье и далее отходила в курском направлении. С ноября, с переформированием 3-го воздушно-десантного корпуса в 87-ю стрелковую дивизию, Смолин продолжал службу в 96-м стрелковом полку. С 15 декабря 1941 года он исполнял должность начальника штаба этого полка. В 1941 году Смолин вступает в ВКП(б). 19 января 1942 года за образцовое выполнение заданий командования, организованность и дисциплину личного состава дивизия была преобразована в 13-ю гвардейскую, а 96-й стрелковый полк — в 39-й гвардейский. С 15 февраля Смолин назначен заместителем командира полка. В январе — феврале 1942 года полк и дивизия вели бои на курском и белгородско-харьковском направлениях. За образцовое выполнение боевых заданий командования на фронте борьбы с немецкими захватчиками и проявленные при этом доблесть и мужество дивизия была награждена орденом Ленина (27.3.1942). 18 марта 1942 года она вошла в состав 38-й армии Юго-Западного фронта, была переброшена в район Великий Бурлук и вела наступательные бои по овладению город Старый Салтов, после чего перешла к обороне.
С мая по сентябрь 1942 года майор Смолин находился на учебе в Военной академии им. М. В. Фрунзе в городе Ташкент. По окончании ее ускоренного курса назначен командиром 102-го гвардейского стрелкового полка 35-й гвардейской стрелковой дивизии, которая в составе 62-й армии Сталинградского фронта вела тяжелые бои в районе Воропоново. В октябре дивизия находилась в резерве Ставки ВГК, затем в начале ноября была включена в 1-ю гвардейскую армию Юго-Западного фронта и в ее составе приняла участие в контрнаступлении под Сталинградом, в наступлении на ворошиловградском направлении. Вместе с другими соединениями армии она приняла участие в освобождении городов Старобельск, Барвенково, Лозовая, Павлоград. За образцовое выполнение боевых заданий командования на фронте борьбы с немецкими захватчиками и проявленные при этом доблесть и мужество дивизия была награждена орденом Красного Знамени (31.3.1943). С апреля допущен к исполнению должности заместителя командира 38-й гвардейской стрелковой дивизии, находившейся в резерве 6-й армии. В середине июля она вошла в подчинение 4-го гвардейского стрелкового корпуса и участвовала в Изюм-Барвенковской и Донбасской наступательных операциях, в освобождении Левобережной Украины и битве за Днепр. В ознаменование достигнутых успехов в боях за освобождение город Лозовая приказом ВГК от 23 сентября 1943	года ей было присвоено наименование «Лозовская». В октябре 1943 года дивизия вошла в состав 95-го стрелкового корпуса Белорусского фронта. В конце ноября она подчинена 19-му стрелковому корпусу 65-й армии и участвовала в Гомельско-Речицкой наступательной операции. 24 декабря 1943 года в боях на реку Березина подполковник Смолин был тяжело ранен и эвакуирован в госпиталь. После выхода из госпиталя в мае 1944 года назначен заместителем командира 35-й гвардейской стрелковой Лозовской Краснознаменной орденов Суворова и Богдана Хмельницкого дивизии. В июне она в составе 8-й гвардейской армии была переброшена на 1-й Белорусский фронт и участвовала в Белорусской, Люблин-Брестской наступательных операциях. С января 1945 года полковник Смолин вступил в командование этой дивизией и участвовал с ней в Варшавско-Познанской и Берлинской наступательных операциях. 14 января в боях на реке Висла был ранен.

### Послевоенное время
С 10 июля 1945 года состоял в распоряжении Военного совета ГСОВГ, затем в ноябре назначен заместителем командира 28-го гвардейского стрелкового Люблинского Краснознаменного ордена Суворова корпуса. С июня 1946 года находился в отпуске, затем состоял в распоряжении ГУК. 10 октября 1946 года уволен в отставку по болезни.
После выхода в отставку работал председателем городского комитета ДОСААФ в Сызрани, избирался депутатом Сызранского горсовета.
Умер 19 декабря 1963 года. Похоронен на кладбище «Фомкин сад» в Сызрани.

## Награды
- орден Ленина (06.04.1945)[4]
- два ордена Красного Знамени (13.12.1941, 06.03.1945)[4]
- орден Суворова II степени (29.05.1945)[4]
- орден Суворова III степени (25.02.1943)[4]
- орден Отечественной войны I степени (19.05.1944)[4]
- орден Красной Звезды (05.11.1941[4], 03.11.1944[5])
- медали в том числе:
  - «За оборону Сталинграда»
  - «За оборону Киева»
  - «За Победу над Германией в Великой Отечественной войне 1941—1945 гг.» (1945)
  - «За взятие Берлина» (1945)
  - «За освобождение Варшавы» (1945)

Приказы (благодарности) Верховного Главнокомандующего в которых отмечен Г. Б. Смолин.
- За полное овладение столицей Германии городом Берлин — центром немецкого империализма и очагом немецкой агрессии. 2 мая 1945 года. № 359.

## Память
- Именем Г. Б. Смолина в Сызрани названа улица.